# Distretto di Santa Ana (Cusco)
Il distretto di Santa Ana è uno degli undici distretti della  provincia di La Convención, in Perù. Si trova nella regione di Cusco.